# ウクライナ自動車ホールディング
有限責任会社「ウクライナ自動車ホールディング」(ウクライナ語: ТОВ "Український автомобільний холдинг"ウクライィーンスィクィイ・アウトモビーリヌィイ・ホールドィンフ；ロシア語: ООО "Украинский Автомобильный холдинг"ウクライーンスキイ・アフタマビーリヌィイ・ホールヂンク)は、ウクライナの自動車販売会社である。所在地はキーウ。

## 概要
ウクライナ自動車ホールディングはウクライナの主要自動車販売会社のひとつで、現在ウクライナ各地に27の支店を持っている。ウクライナの自動車企業グループ「ボフダーン・コルポラーツィヤ」に所属しており、ロシアのAVTOVAZ、韓国の起亜自動車、現代自動車、日本の富士重工業(スバル)の軽自動車、ロシアのUAZ、GAZ、ウクライナのボフダーン、日本のいすゞ自動車、中国の福田自動車(FOTON)、東風汽車(DongFeng Motor)、韓国の現代トラックの商用車を販売している。